# 楊大行
楊大行（16世紀—17世紀），字性餘，四川潼川直隸州中江縣人，明朝政治人物。

## 生平
楊大行是萬曆四十六年（1618年）戊午科四川鄉試舉人，天啟五年（1625年）乙丑科會試中副榜，授普寧知縣，剛到任就遇上流寇入侵，他毅然率眾身先士卒，又重視學校、勤於講課，年底資助越境請謁者，獲上級推薦，稱他被各縣人民爭相稱為父母，三年後辭官回鄉，因病去世。

## 引用
1. 1 2  道光《中江縣新志·卷五·選舉志》：楊大行，舊志（云）字性餘，萬厯戊午以廩生舉於鄉，乙丑已成進士，阨於分房定數遂置乙榜，授廣東普寧令，甫至寇犯境，毅然率眾以身先之，尤重學校，勤講課、歲杪遍有餽助越境請謁者無論郡邑，當道薦之，謂鄰封爭為會父母，三年還里，以疾卒。